# Jeff Gardner
Jeffrey Dana Gardner, mais conhecido como Jeff Gardner (Nova Iorque, 1960), é um pianista, compositor e educador estadunidense radicado no Brasil. Sua discografia é composta por 18 discos gravados liderando parcerias com artistas como Kenny Wheeler, Carlos Malta, Nivaldo Ornellas, Artur Maia, Alexandre Carvalho, Marcelo Martins, Jorge Helder e Marcos Suzano.
Gardner já se apresentou em importantes festivais como, Festival de Nice, Paris Jazz Festival, Festival de San Rafael, Maison de la Radio France, Jazz D'Or Festival e New Morning Jazz Festival, Festival Madajazzcar, Lille World Jazz Festival.
Ex-professor da New York University, Jeff ministra cursos de jazz e música moderna, ao redor do mundo. Ele também tem uma coluna na revista norte americana “Keyboard Magazine”, onde fez matérias sobre jazz e música brasileira.

## Carreira
Gardner começou a estudar piano erudito aos 5 anos de idade com uma professora judia alemã chamada Ruth Schöntal Tcherepnin. Mais tarde, estudou jazz com Jaki Byard, Banacos Charles, Don Friedman, e John Lewis.
Em 1979, Gardenr foi a Paris para estudar harmonia com Nadia Boulanger. Na França, Gardner tocou com músicos famosos, como: O Quarteto de Pianos (com Martial Solal, Jaki Byard, e Paul Bley), Freddie Hubbard, Eddie Harris, Steve Lacy, Kenny Wheeler, André Ceccarelli, Charlie Mariano, Lars Danielsson, Hein van de Geyn, Norma Winstone, Rick Margitza, Karim Ziad.
Em 1985 criou o Quarteto de Pianos com Martial Solal, Jaki Byard, e Paul Bley. Sempre aberto a novos sons, formou o duo "Blind Data" misturando jazz e "new music" com Andrew Schloss.
Seu interesse pela música brasileira se intensificou em suas inúmeras vindas ao Brasil, onde teve oportunidade de tocar ao lado de Hermeto Pascoal, Victor Assis Brasil, Paulo Moura, Hélio Delmiro, Dori Caymmi e Nelson Veras. Em 2002, se mudou definitivamente para o Brasil, onde vive até os dias atuais.

## Livros
Gardner é autor de vários livros didáticos, a saber:
- 1992 - “Jazz Transcription”, co-autoria com Niels Lan Doky • Advance Music
- 1997 - “24 Jazz Preludes” • Terramar Music)
- 1997 - “Jazz Piano: Creative Concepts and Techniques” • Editions H. Lemoine – Paris
- 2004 - “Sentimento Brasileiro” • Editions H. Lemoine – Paris
- 2004 - “Jeff Gardner’s Blues Book” • Editions H. Lemoine – Paris
- 2008 - “Easy Jazz Preludes” • Editions H. Lemoine – Paris
- 2010 - “Shapes (Intervallic Studies for Melodic Instruments)” • Editions H. Lemoine, Paris

## Discografia

### Solo
- 1984 - Spirit Call: LP & CD (piano solo) • Selo Ulysse Musique 1989 / Terramar 2001
- 1990 - Continuum (com Eddie Gomez e Billy Hart) • Selo Pan Music 1990 / Terramar 2000
- 1991 - Alchemy (duo com Gary Peacock) • Selo Fnac 1991/ Universal France 2003
- 1992 - Bop Top (Czecho-Slovak-American Jazz Quartet com Alan Praskin, Dodo Sosoka e Peter Korinek) • Selo Jazz & Art
- 1992 - California Daydream (com Kenny Wheeler, Hein van de Geyn e Andre Ceccarelli) • Selo Musidisc
- 1992 - Sky Dance, (com Gilberto Gil) • Selo Musidisc - gravado no Rio de Janeiro
- 1994 - Second Home (com Rick Margitza, Riccardo del Fra, Simon Goubert e Nelson Veras) • Selo Musidisc 1994 / Universal France 2004
- 1998 - Noches Habaneras, (com "Anga", "Maraca", Julio Barreto, Felipe Cabrera e Diego Valdes) • Selo Terramar: gravado em Havana, Cuba
- 1999 - A música do acaso • Terramar • CD
- 2000 - Street Angels (com Carlos Balla, Marcos Suzano, Marcelo Martins, Alexandre Carvalho, etc.) • Selo Terramar
- 2002 - Grace • Selo Khaeon
- 2002 - Agatha - Le Rêve de La Forêt • Selo Sargento Major Company
- 2005 - The Music of Chance (com Rick Margitza, Ingrid Jensen, Drew Gress e Tony Jefferson) • Selo Terramar
- 2006 - Breath (com Drew Gress e Anthony Pinciotti) • Selo Terramar
- 2007 - Lovelight (com Drew Gress e Anthony Pinciotti) • Selo Terramar
- 2010 - Home is a River (com Jane Duboc) • Selo Terramar
- 2016 - Look Inside (com Pierre Comblat, Rick Margitza, Nelson Veras, Karim Ziad, Anga, Fifi Chayeb) • Selo Terramar

### Como Convidado
- 1982 - Dori Caymmi: Dori Caymmi • Selo EMI-Odeon Brasil
- 1986 - Futurities : Steve Lacy (Double CD)  • Selo Hat-Art
- 1989 - Carta Marcada: João de Aquino  • Selo Leblon
- 1992 - Serenata Carioca: Lisa Ono  • Selo BMG Japan
- 1992 - Esperança: Paulo "Mou" Brasil  • Selo Musidisc
- 1996 - Freedom Jazz Dance: Norma Winstone & Mona Larsen  • Selo 3361*Black
- 1997 - Game of Chance: Rick Margitza  • Selo Challenge